# Stortjärnen (Norsjö socken, Västerbotten, 721353-165199)
Stortjärnen är en sjö i Norsjö kommun i Västerbotten och ingår i Umeälvens huvudavrinningsområde.